# Andreas Stjernen
Andreas Stjernen (né le 30 juillet 1988 à Levanger) est un sauteur à ski norvégien. Il est le fils du sauteur à ski Hroar Stjernen.

## Carrière
Il débute en Coupe du monde, en décembre 2009 à Lillehammer en Norvège avec une dix-neuvième place. Le 16 février 2013, il monte sur son premier podium individuel en se classant deuxième de la manche d'Oberstdorf.
En 2017, il est vice-champion par équipes, tandis qu'il obtient une quatrième place au grand tremplin à ces Mondiaux de Lahti.
En janvier 2018, il remporte sa première victoire sur le circuit de Coupe du monde au tremplin de vol à ski de Tauplitz puis est champion du monde par équipes de vol à ski à Oberstdorf.

## Palmarès

### Jeux olympiques
| Épreuve / Édition   | Individuel     | Individuel     | Par équipes Grand tremplin |
| Épreuve / Édition   | Petit tremplin | Grand tremplin | Par équipes Grand tremplin |
| JO 2018 Pyeongchang | 15e            | 8e             | Or                         |

Légende :
- : première place, médaille d'or
- : deuxième place, médaille d'argent
- : troisième place, médaille de bronze
- — : Andreas Stjernen n'a pas participé à cette épreuve

### Championnats du monde
| Épreuve / Édition           | Individuel     | Individuel     | Par équipes    | Par équipes                      |
| Épreuve / Édition           | Petit tremplin | Grand tremplin | Grand tremplin | Mixte                            |
| Mondiaux 2013 Val di Fiemme | 13e            | 18e            | 4e             | Épreuve inexistante à cette date |
| Mondiaux 2017 Lahti         | 17e            | 4e             | Argent         | 5e                               |
| Mondiaux 2019 Seefeld       | 25e            | 29e            | 5e             | Bronze                           |

Légende :
- : première place, médaille d'or
- : deuxième place, médaille d'argent
- : troisième place, médaille de bronze
- — : Andreas Stjernen n'a pas participé à cette épreuve

### Championnats du monde de vol à ski
| Épreuve / Édition | Oberstdorf 2018 |
| Individuel        | 5e              |
| Par équipes       | Or              |

### Coupe du monde
- 1 petit globe de cristal :
  - Vainqueur du classement de Vol à Ski 2018
- Meilleur classement général : 8e en 2018.
- 8 podiums individuels dont 1 victoire,  4 deuxièmes places et 3 troisièmes places.
- 10 podiums par équipes dont 4 victoires.

#### Différents classements en Coupe du monde
| Année     | Classement général final |
| 2009-2010 | 56e                      |
| 2010-2011 | 48e                      |
| 2011-2012 | 37e                      |
| 2012-2013 | 19e                      |
| 2013-2014 | 43e                      |
| 2014-2015 | 36e                      |
| 2015-2016 | 12e                      |
| 2016-2017 | 12e                      |
| 2017-2018 | 8e                       |
| 2018-2019 | 19e                      |

#### Victoires
| Année | Lieu                |
| 2018  | Tauplitz (Autriche) |